# Truro (Australia)

S
Truro – miasto w Australii, w stanie Australia Południowa.